# Київський міський апеляційний адміністративний суд
Київський міський апеляційний адміністративний суд — апеляційний спеціалізований адміністративний суд, що створюється у місті Києві, юрисдикція якого поширюватиметься на справи, розглянуті Київським міським окружним адміністративним судом.
Суд утворений Законом «Про внесення змін до Закону України „Про судоустрій і статус суддів“ та деяких інших законодавчих актів України щодо утворення та функціонування Київського міського окружного адміністративного суду та Київського міського апеляційного адміністративного суду», прийнятим 26 лютого 2025 року. Створення двох нових судів замість Окружного адміністративного суду міста Києва входило в перелік маяків Міжнародного валютного фонду та Європейського Союзу.
Київський міський окружний адміністративний суд та Київський міський апеляційний адміністративний суд розпочинають роботу не пізніше ніж через десять днів з дня призначення щонайменше половини від їх кількісного складу.

## Місія і функції
Основним завданням Київського міського апеляційного адміністративного суду є захист прав, свобод та інтересів фізичних осіб, прав та інтересів юридичних осіб у сфері публічно-правових відносин від порушень з боку органів державної влади, органів місцевого самоврядування, їхніх посадових і службових осіб, інших суб'єктів при здійсненні ними владних управлінських функцій.
КМААС переглядає судові рішення справи, визначених частиною четвертою статті 22 Кодексу адміністративного судочинства України, та розглянуті Київським міським окружним адміністративним судом.